# Yakuza Princess
Yakuza Princess és una pel·lícula brasilera de thriller d'acció dirigida per Vicente Amorim, amb guió d'Amorim, Fernando Toste, Kimi Lee i Tubaldini Shelling, basada en la novel·la gràfica Samurai Shiro de Danilo Beyruth. La pel·lícula és protagonitzada per Masumi, Jonathan Rhys Meyers, Tsuyoshi Ihara, Eijiro Ozaki i Kenny Leu. Ha estat doblada i subtitulada al català.

## Repartiment
- Masumi com a Akemi
- Jonathan Rhys Meyers com a Shiro
- Tsuyoshi Ihara com a Takeshi
- Eijiro Ozaki com a Kojiro
- Kenny Leu com a taxista
- Mariko Takai com a Mrs. Tsugahara
- Charles Paraventi com a Armond
- Toshiji Takeshima com a Chiba
- Lucas Oranmian com a Perito

## Producció
L'octubre de 2019, es va anunciar que la cantant Masumi debutaria a la gran pantalla al costat de Jonathan Rhys Meyers a la pel·lícula d'acció que va acabar el rodatge al Brasil.[4] El 10 de febrer de 2021, es va informar que XYZ Films vendria drets a tot el món, excepte Amèrica Llatina, al mercat de cinema europeu, a principis de març. El 6 d'abril de 2021 es va anunciar que Magnet Releasing havia adquirit els drets de distribució als Estats Units.